# Hauchlaut
Hauchlaut ist in der Linguistik die Bezeichnung für den stimmlosen glottalen Frikativ (Reibelaut) [⁠h⁠], der in Wörtern wie /hal/ (Hall) oder /has/ (Hass) im Anlaut steht. Er kann im Deutschen nur im Silbenanlaut verwendet werden. Der Begriff Hauchlaut ist nicht sehr gebräuchlich und taucht daher auch nicht in allen Fachwörterbüchern der Linguistik auf; bei Glück (1993) ist er aufgeführt, aber nur als Verweisstichwort.

## Status des[⁠h⁠]
Der Status des [⁠h⁠] ist nicht leicht zu bestimmen: Nach Wängler ist er ein „unlokalisierbarer Öffnungskonsonant“, da der Luftstrom bei seiner Artikulation nahezu unbehindert ausströmen kann; Hakkarainen betrachtet den Artikulationsort ebenso wie die Stimmbeteiligung als „irrelevant“. Krech und andere konstatieren ein „schwaches Reibegeräusch (Hauchgeräusch)“, eine Anpassung an den folgenden Vokal und stellen ferner fest, dass [⁠h⁠] in der Regel stimmlos, zwischen Vokalen aber auch stimmhaft sein kann. Insgesamt ist die artikulatorische Konfiguration im Mundraum irrelevant und das schwache Reibegeräusch entsteht in der Stimmritze (Glottis).

## Rolle im Griechischen
Eine besondere Rolle spielen Hauchlaute im Altgriechischen: Jeder im Anlaut eines altgriechischen Wortes stehende Vokal oder Diphthong erhält als Hauchzeichen einen von zwei möglichen Spiritūs:
- den spiritus asper (rauen Hauch), der dem deutschen und lateinischen „h“ entspricht: ἱστορία historía, Ἑλλάς Hellás, ἥρως hérōs, Αἵμων Haimōn.
- den spiritus lenis (sanften Hauch) bei Fehlen des „h“-Anlautes: ἀγορά agorá, Ἔρως Erōs, Ὀδυσσεύς Odysseús. Ob stattdessen im Altgriechischen ein stimmloser glottaler Plosiv [⁠ʔ⁠] wie im heutigen Deutsch gesprochen wurde, ist ungeklärt.